# Військово-морська стратегія
Військово-морська стратегії полягає у плануванні і веденні війни на морі, є військово-морським еквівалентом військової стратегії на суходолі.
Військово-морська стратегія, а також пов'язана концепція морської стратегії, стосується загальної стратегії для досягнення перемоги на морі, включаючи планування та проведення кампанії, руху і дислокації військово-морських сил, з допомогою яких командувач забезпечує перевагу у битві, обираючи зручне для себе місце та час, а також вводячи ворога в оману.  Військово-морська тактика спрямована на забезпечення реалізації стратегії.

## Принципи
Військово-морська стратегія суттєво відрізняється від стратегії війни на суходолі. Море неможливо окупувати. Крім зон рибальства і, починаючи з другої половини 20 століття, шельфових родовищ, у морі відсутні стаціонарні економічні активи, до яких можна закрити доступ для ворога.
Основні завдання флоту у війні — захист узбережжя своєї країни, забезпечення свободи торгівлі, знищення чи блокування ворожого флоту. Перше і друге з цих завдань можна досягти шляхом реалізації третього — знищенням або примушенням до бездіяльності ворожого флоту. Флот, який забезпечує свободу власних комунікацій від атак, панує на морі.
Якщо наявних військово-морських сил недостатньо для знищення чи блокади ворожого флоту, можна обмежувати його активність загрозою атаки та/або атакувати морську торгівлю противника. Захист власного узбережжя може бути забезпечений сухопутними чи повітряними компонентами берегової оборони.

## Сучасна військово-морська стратегія
Все більшою мірою військово-морська стратегія зливається з загальною стратегією, яка включає сухопутну та повітряну війну.
У 2007 році ВМС США приєдналися до американської морської піхоти і берегової охорони США, щоб прийняти нову морську стратегію під назвою A Cooperative Strategy for 21st Century Seapower, яка надала поняттю запобігання війни той же рівень, що і рівні веденню війни. У стратегії визнається економічний взаємозв'язок глобальної системи. Відповідно будь-який збій через регіональні кризи — штучні або природні, може негативно позначитися на економіці США та якості життя громадян. Ця нова стратегія встановила курс для  трьох морських видів збройних сил США щодо спільної роботи один з одним і з міжнародними партнерами, аби запобігти цим кризам або швидко реагувати на них. Іноді військова сила використовується аби запобігти війні, а не розпочати її.